# 에브리 (에손주)

에브리의 위치

에브리(Évry)는 프랑스 중북부 일드프랑스 지역의 도시로, 에손주의 주도였다. 2019년 1월 쿠르쿠론과 병합되어 에브리쿠르쿠론이라는 코뮌으로 새로 출범하면서 역사 속으로 사라졌다.